# 조지 다윈 강사직
조지 다윈 강사직(George Darwin Lectureship)은 영국 왕립천문학회가 천체화학, 천체생물학, 천체입자물리학을 포함 하는 천문학의 주제에 대한 '탁월하고 유창한 연사'에게 수여하는 상이다. 천문학자인 조지 다윈의 이름을 따서 명명된 상으로 1984년 부터 매년 수여되고 있다. 영국 또는 해외 기반의 강사에게 수여 된다.

## 수상자 명단
강사직 상의 수상자 명단은 아래와 같다.
- 2022: 앨런 피츠시몬스(Alan Fitzsimmons)
- 2021: 필리포 프라테날리(Filippo Fraternali)
- 2020: 오퍼 라하브(Ofer Lahav)
- 2019: 크리스 던(Chris Done)
- 2018: 스티븐 J. 스마트(Stephen J. Smartt): 킬로노바(Kilonovae)와 멀티 메신저 천문학의 탄생
- 2017 캐서린 헤이먼스(Catherine Heymans): 우주의 어두운 면을 관찰하기[3]
- 2016 마이클 크레이머(Machael Kramer): 아인슈타인 우주와 물리학 탐구 - 호기심의 즐거움[4]
- 2015 캐서린 블런델(Katherine Blundell): 천문학의 급속한 진화[5]
- 2014 제임스 S. 던롭(James S. Dunlop): 항성 형성의 우주적 역사[6]
- 2013 엘린 톨스토이(Eline Tolstoy): 은하계의 고생물학[7]
- 2012 앤드류 콜리어 캐머론 : 고온 목성에서의 바람, 조수 및 이동
- 2011 마이클 터너(Machael Turner): 쿼크를 우주와 연결 하기
- 2010 카를로스 프렌크(Carlos Frenk): 우주의 소규모 구조
- 2009년 닐 게렐스(Neil Gehrels): SWIFT와 그 결과
- 2008 앨런 왓슨(Alan Watson): 아르헨티나 팜파스에서의 우주선(cosmic ray) 천문학의 탄생
- 2007 라인하르트 겐젤(Reinhard Genzel): 은하수의 거대 블랙홀과 핵성 성단(nuclear star cluster)
- 2006 마이클 베르너(Michael Werner): 스피처 우주망원경: 적외선 눈으로 우주 탐사
- 2005 조셉 실크(Joseph Silk): 우주의 어두운 면
- 2004 마이크 에드먼즈: 엘리멘탈 유니버스(Elemental Universe)
- 2003 아닐라 사전트(Anneila Sargent): 행성계의 형성
- 2002 라메시 나라얀(Ramesh Narayan): 블랙홀의 사건의 지평선에 대한 증거
- 2001 웬디 프리드먼(Wendy Freedman): 우주의 팽창률
- 2000 킵 손: 중력파: 우주를 향한 새 창을 열기
- 1999 제프 마시(Geoff Marcy): 외계 행성
- 1998 마이클 페리먼: 은하계의 입체적 관찰
- 1997 사이먼 화이트: 은하의 형성
- 1996 앤드류 파비안: AGN의 넓은 선폭의 철: 강한 중력 테스트
- 1995 보단 파친스키: 미세 중력렌즈와 암흑물질 탐색
- 1994 스콧 트레메인(Scott Tremaine): 태양계는 안정적인가?
- 1993 리카르도 지아코니: 허블 우주 망원경의 최근 관측
- 1992 존 배로우(Jon Barrow)): 비원리적인 우주론
- 1991 산드라 페이버(Sandra Faber): 은하가 (아마도) 어떻게 형성되었는지
- 1990 안드레 매더(Andre Maeder): 은하계의 거대 한 별
- 1989 로저 블랜드포드(Roger Bandford): 중력 렌즈
- 1988 로저 테일러(Roger Tayer): 별로서의 태양
- 1987 월 사전트(Wal Sargent): 우주에서 대규모 구조적 진화의 관찰
- 1986 제럴드 노이게바우어(Gerald Neugebauer): 적외선 천문학
- 1985 로버트 윌슨(Robert Wilson): 자외선 천문학의 관점
- 1984 이코 이벤(Icko Iben): 중간 질량을 갖는 별의 일생 - 고립 쌍성/근접 쌍성

## 같이 보기
- 천문학 관련 상 목록